# Zeeba
Marcos Lobo Zeballos (San Diego, 26 de janeiro de 1993), conhecido como Zeeba, é um cantor e compositor americano, filho de brasileiros. Era ainda bebê quando seus pais mudaram-se para o Brasil, onde viveu até seus 19 anos e voltou para Califórnia para fazer faculdade de música. O fato de ter passado maior parte de sua infância e adolescência no Brasil o faz se sentir "mais brasileiro que americano".
Zeeba atualmente é uma das vozes brasileiras mais ouvidas no mundo, com mais de um bilhão de plays somando todas as plataformas. A princípio era conhecido pelo hit "Photographs", que figurou no top 10 em estações de rádio do Brasil e também por seu hit mundial Hear Me Now junto de Alok e Bruno Martini, que entrou na lista das 50 músicas mais ouvidas no mundo. Chegou ao primeiro lugar na lista das 50 mais tocadas no Brasil. Depois lançou "Never Let Me Go" que hoje está com mais de 100 milhões de plays. É também o compositor e cantor de "Ocean", junto com Alok e Iro.

## Carreira
Zeeba nasceu em San Diego na Califórnia. Filho de brasileiros, passou a infância em São Paulo, onde começou a compor aos 14 anos. A identificação com música foi tanta que optou por estudar na Musicians Institute em Los Angeles e seguir a vida artística profissionalmente. Com intimidade com a língua, optou por sempre fazer suas composições em inglês.
Antes de começar a trilhar o caminho solo e firmar parcerias com importantes nomes da música eletrônica mundial, Zeeba, com sua ex-banda Bonavox, foi vencedor de um Grammy Amplifier, um dos prêmios mais sonhados do cenário musical, que reconhece estrelas em ascensão em todo o mundo. Todo ano, dez mil bandas entram nessa acirrada disputa.
Quando veio ao Brasil, no início de 2016, Zeeba foi apresentado ao DJ Alok, durante um de seus trabalhos em estúdio com Bruno Martini. Juntos, os três lançaram a versão eletrônica de “Hear Me Now” e depois “Never Let Me Go”.
Com apenas 25 anos, o cantor e compositor lidera o ranking dos 30 brasileiros mais ouvidos no mundo, segundo lista divulgada pela Billboard, em outubro de 2017. O espaço, rapidamente conquistado com o hit “Hear Me Now”, vem seguido por Astrud Gilberto e Roberto Carlos.
Em julho de 2017, o artista foi premiado pela música na Itália com um Disco Duplo de Platina, e na França com Disco de Ouro. “Hear Me Now” já ultrapassou os 580 milhões de plays no Spotify, e mais de 420 milhões de visualizações no YouTube no canal da Spinnin Records. E a história de sucesso se repete com a música “Never Let Me Go”, que recebeu um Disco de Platina no Brasil.
Sua composição “Sun Goes Down” também foi contemplada com o Disco de Ouro.
Em janeiro de 2018 lançou uma nova parceria com Bruno Martini, que conta também com um toque especial do renomado Timbaland, produtor do Coldplay, o hit se chama “With Me”. Em abril, mais uma parceria com Alok e Iro foi lançada, “Ocean", também de sua composição, que já ultrapassa os 120 milhões de plays no Spotify. Zeeba já se apresentou nos principais palcos e festivais do mundo. Com seu estilo pop, que mistura o orgânico com eletrônico, agora está se dedicando à sua carreira solo.

## Discografia

### Álbuns de estúdio
- a ser lançado (2019)

### Extended plays
- 2015 - So Complicated (EP)

### Singles

#### Como artista principal
| Canção                                                                          | Ano  | Melhores posições | Melhores posições | Melhores posições | Melhores posições | Melhores posições | Melhores posições | Melhores posições | Melhores posições | Melhores posições | Melhores posições | Certificações                                | Álbum                         |  |
| Canção                                                                          | Ano  | BRA               | ALE               | AUT               | DIN               | FIN               | FRA               | HOL               | NOR               | SUE               | USA Dance         | Certificações                                | Álbum                         |  |
| ------------------------------------------------------------------------------- | ---- | ----------------- | ----------------- | ----------------- | ----------------- | ----------------- | ----------------- | ----------------- | ----------------- | ----------------- | ----------------- | -------------------------------------------- | ----------------------------- |  |
| "Photographs"                                                                   | 2016 | —                 | —                 | —                 | —                 | —                 | —                 | —                 | —                 | —                 | —                 |                                              | Não incluso em álbum          |  |
| "Hear Me Now" (com Alok e Bruno Martini)                                        | 2016 | 54                | 50                | 40                | 40                | 14                | 17                | 57                | 8                 | 11                | 20                | - : Ouro - : 3× Platina - : Ouro - : Platina | Não incluso em álbum          |  |
| "Never Let Me Go" (com Alok e Bruno Martini)                                    | 2017 | 87                | —                 | —                 | —                 | —                 | —                 | —                 | —                 | —                 | —                 |                                              | Não incluso em álbum          |  |
| "Found U" (com Dimmi)                                                           | 2017 | —                 | —                 | —                 | —                 | —                 | —                 | —                 | —                 | —                 | —                 | - : Ouro                                     | Summer Eletrohits 2018        |  |
| "With Me" (com Bruno Martini)                                                   | 2018 | —                 | —                 | —                 | —                 | —                 | —                 | —                 | —                 | —                 | —                 |                                              | Não incluso em álbum          |  |
| "Ocean" (com Alok e Iro)                                                        | 2018 | 81                | —                 | —                 | —                 | —                 | —                 | —                 | —                 | —                 | —                 | - : 2× Diamante                              | Não incluso em álbum          |  |
| "Live in the Moment"                                                            | 2018 | 98                | —                 | —                 | —                 | —                 | —                 | —                 | —                 | —                 | —                 |                                              | Não incluso em álbum          |  |
| "Young Again"                                                                   | 2018 | 97                | —                 | —                 | —                 | —                 | —                 | —                 | —                 | —                 | —                 |                                              | Não incluso em álbum          |  |
| "It Was You" (com Goldfish)                                                     | 2018 | —                 | —                 | —                 | —                 | —                 | —                 | —                 | —                 | —                 | —                 |                                              | WeArmada 2019                 |  |
| "It's Your Life" (com Isadora e Marina Diniz)                                   | 2019 | —                 | —                 | —                 | —                 | —                 | —                 | —                 | —                 | —                 | —                 |                                              | Não incluso em álbum          |  |
| "I Do" (com Bruno Martini)                                                      | 2019 | —                 | —                 | —                 | —                 | —                 | —                 | —                 | —                 | —                 | —                 |                                              | Não incluso em álbum          |  |
| "Say Goodbye" (com EME)                                                         | 2019 | —                 | —                 | —                 | —                 | —                 | —                 | —                 | —                 | —                 | —                 |                                              | Não incluso em álbum          |  |
| "Feelings" (com Pontifexx e Le Dib)                                             | 2019 | —                 | —                 | —                 | —                 | —                 | —                 | —                 | —                 | —                 | —                 |                                              | Não incluso em álbum          |  |
| "Too Late"                                                                      | 2020 | —                 | —                 | —                 | —                 | —                 | —                 | —                 | —                 | —                 | —                 |                                              | Never Too Late                |  |
| "Runaway"                                                                       | 2020 | —                 | —                 | —                 | —                 | —                 | —                 | —                 | —                 | —                 | —                 |                                              | Never Too Late                |  |
| "Tudo Que Importa - Unplugged"                                                  | 2020 | 77                | —                 | —                 | —                 | —                 | —                 | —                 | —                 | —                 | —                 |                                              | Never Too Late                |  |
| "Eu Te Quero" (com Manu Gavassi)                                                | 2020 | —                 | —                 | —                 | —                 | —                 | —                 | —                 | —                 | —                 | —                 | *: Ouro                                      | Não adicionado à nenhum álbum |  |
| "I Got You"                                                                     | 2020 | 66                | —                 | —                 | —                 | —                 | —                 | —                 | —                 | —                 | —                 |                                              | Não adicionado à nenhum álbum |  |
| "—" denota singles que não entraram nas paradas ou não foram lançados no local. |      |                   |                   |                   |                   |                   |                   |                   |                   |                   |                   |                                              | Não adicionado à nenhum álbum |  |

Outros Singles
| Título                                                    | Ano  | Álbum             |
| --------------------------------------------------------- | ---- | ----------------- |
| "No Mesmo Lugar" (com Di Ferrero)                         | 2018 | Zeeba Sessions    |
| "Feelings" (Pontefexx, Le Dib & Zeeba                     | 2019 |                   |
| "Tudo Que Importa"                                        | 2020 | Tudo Ao Contrário |
| "Só Pensando Em Você" (feat. Mallu Magalhães)             | 2021 | Tudo Ao Contrário |
| "Cansei" (feat. Carol Biazin)                             | 2021 | Tudo Ao Contrário |
| "Passeio"                                                 | 2021 | Tudo Ao Contrário |
| "Tudo Que Importa - Remix" (feat. Pontefexx)              | 2021 |                   |
| "Vontade Lunar" (feat. OutroEu)                           | 2021 | Tudo Ao Contrário |
| "Bem Que Cê Me Faz"                                       | 2021 | Tudo Ao Contrário |
| "Quem Sabe Por Aí..." (feat. OutroEu)                     | 2022 | Tudo Ao Contrário |
| "Tudo Ao Contrário" (feat. Nanno)                         | 2022 | Tudo Ao Contrário |
| "Say Yes" (feat. Nanno & Mistaa Mike)                     | 2022 | Tudo Ao Contrário |
| "Amarelo E Vermelho"                                      | 2022 | Tudo Ao Contrário |
| "O Quanto Eu Gosto De Você" (feat. Clarissa Müller)       | 2022 | Tudo Ao Contrário |
| "Tudo Que Importa - Ao Vivo" (feat. Gee Rocha)            | 2022 |                   |
| "Teu Sim, Mas Não" (feat. Mariana Nolasco & Pedro Calais) | 2022 | Tudo Ao Contrário |

#### Como artista convidado
| Título                                | Ano  | Álbum |
| ------------------------------------- | ---- | ----- |
| "Heart Of Stone AlterMauz feat. Zeeba | 2018 | N/A   |

#### Outras aparições
| Título                                                    | Ano  | Álbum      |
| --------------------------------------------------------- | ---- | ---------- |
| "Legend" (D. Unis com participação de Zeeba e Goofy Mike) | 2016 | No Refunds |

## Filmografia

### Videoclipes
- 2016 - "Photographs"
- 2016 - "Hear Me Now"
- 2018 - "Live In The Moment"
- 2018 - "Heart of Stone"
- 2018 - "Young Again"
- 2019- "It's your life"

### Cinema
| Ano  | Filme        | Papel     | Ref.   |
| ---- | ------------ | --------- | ------ |
| 2017 | Eu Fico Loko | Ele mesmo | [ 19 ] |

## Discografia de produção
| Título          | Ano  | Artista         | Álbum                | Créditos   | Escrito com            |
| --------------- | ---- | --------------- | -------------------- | ---------- | ---------------------- |
| "Sun Goes Down" | 2017 | Bruno Martini   | Não incluso em álbum | Co-autor   | Bruno Martini, Isadora |
| "Stay With Me"  | 2018 | Beowülf & Dom   | Não incluso em álbum | Compositor | —                      |
| "Feel So Good"  | 2019 | Felguk & Le Dib | Não incluso em álbum | Co-autor   | Le Dib                 |